# Абазиния
Абази́ния (самоназвание Абазашта, также Абаза по самоназванию народа, древнее Абазгия) — историческая территория проживания абазинского народа в предгорьях северной части Большого Кавказа, являющаяся ныне Абазинским районом в северной части Карачаево-Черкесской Республики (субъекта Российской Федерации).

Абазинский флаг

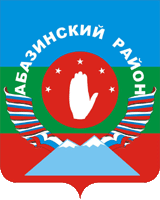
Герб Абазинского района

## История
Территории абазин и абхазов на территории нынешних Абхазии, южной и восточной части Краснодарского края в древние века были объединены в Абхазском (Абазгском) царстве. Позже часть абазин переселилась на территорию южной части нынешнего Ставропольского края. В период XVI—XVIII веков земли абазин подвергались вторжениям крымско-турецких войск и были в составе княжеств Кабарды. С первой половины XIX века территории абазин входят в состав России. И крымско-турецкие, и кабардинские, и российские власти нередко принудительно переселяли абазин, в том числе разрозненно между поселениями других кавказских народов.
С 1918 здесь установлена советская власть. С 1 апреля 1918 Абазиния вместе с Черкесией была частью Кубанской Советской Республики, с 28 мая 1918 — частью Кубано-Черноморской Советской Республики, с 5 июля 1918 по декабрь 1918 — частью Северо-Кавказской Советской Республики, с 20 января 1921 — частью Горской Автономной Советской Социалистической Республики, c 12 января 1922 — частью Карачаево-Черкесской автономной области (КЧАО) в составе Юго-Восточного (с 1924 г. — Северо-Кавказского) края, с 26 апреля 1926 — частью Черкесского национального округа, с 30 апреля 1928 — частью Черкесской автономной области в составе Ставропольского края, с 9 января 1957 — частью воссозданной Карачаево-Черкесской автономной области в составе Ставропольского края.
С 1990 и 1991 действуют национальные движения абазин «Адгылара» и «Апсадгъыл», а также Конгресс абазинского и черкесского народов, которые требуют выделения абазинского национального региона.
Также выдвигались предложения об объединении меньших, чем карачаевцы, по численности народов КЧАО в Черкесско-Абазинскую Республику и Ногайско-Абазинскую Республику. Однако по этим вопросам соглашения достигнуто не было.
В ноябре 1991 на съезде депутатов всех уровней и представителей абазинского народа была провозглашена отдельная Абазинская Республика со столицей в ауле Псыж, что не было признано руководством РСФСР. Абазиния осталась частью Карачаево-Черкесии (с 30 ноября 1990 — Карачаево-Черкесская Советская Социалистическая Республика, с 16 октября 1992 — Карачаево-Черкесская Республика).
В январе 1995 на съезде абазинского народа, а также и в другое время в последние годы выдвигались требования образования Абазинского административного района в составе Ставропольского края.
В связи с муниципальной реформой и началом действия с 2006 федеральных законов «О местном самоуправлении» и «О границах муниципальных образований в КЧР», Чрезвычайный съезд абазинского народа, прошедший 27 июня 2005, обязал руководителей администраций всех 13 абазинских аулов, расположенных в пяти районах КЧР, объявить о немедленном их выходе из состава других муниципальных образований и объединиться в Абазинский район с отдельным бюджетным финансированием.
25 декабря 2005 на этих территориях состоялся референдум, на котором 99 % голосовавших высказалось «за» создание Абазинского района. Согласно итогам референдума 1 июня 2006 указом председателя правительства РФ был образован Абазинский район с центром в ауле Инжич-Чукун, в который из Прикубанского, Усть-Джегутинского и Хабезского районов переданы муниципальные образования Псыж, Эльбурган, Инжич-Чукун, Кубина и Кара-Паго. Все органы власти и управления Абазинского района были полностью сформированы к 1 января 2009.